# ジパング倶楽部
ジパング倶楽部（ジパングくらぶ）とは、JRグループ旅客6社が主に高齢者を対象に提供する会員組織である。

## 概要
JRの運賃・料金の割引をはじめとする各種サービスを受けられる（後述）。
個人会員と夫婦会員があり、入会資格は個人会員が男性満65歳以上、女性満60歳以上の日本国内在住者（国内在住要件は他の会員も同じ）。夫婦会員は夫婦での同時加入が必須であるが、どちらかが満65歳以上であればもう片方の年齢に関係なく加入できる。
年会費が必要で、個人会員が3,840円、夫婦会員が6,410円である。なお、再発行の場合は1人1,070円である。
一般の会員のほか、身体障害者を対象にした特別会員の制度がある。個人会員のみで、入会年齢が男性満60歳以上、女性55歳以上と一般より5歳低くなっている。年会費は1,400円。特別会員の入会・更新・退会手続きは、日本身体障害者団体連合会（日身連）に加盟する身体障害者福祉協会などを通じて行う。
2024年度より、定年引上や性差別問題などにより、加入年齢が性別不問で一律に満65歳以上に引き上げられ、同時に夫婦会員が廃止され、個人会員に一本化される。但し、変更前に入会している場合は、脱退しない限りは継続される。

## サービス内容
サービスは以下のとおりである。
- JR（旅客6社）の鉄道路線を片道・往復・連続のいずれかで201km以上利用する場合、運賃・料金が最大で30%の割引（会員に交付される会員手帳（旅行記録証・JR乗車券購入証20枚分をとじ込みしたもの。）を用いて、切符等を購入することにより割引を受ける。）。
  - 加入初年度の最初の3回分のみ20％の割引となる。
  - 割引を受けられる回数は年20回まで。また、購入時に「JR乗車券購入証」に乗車区間など必要事項を記入し、会員証を提示する必要がある。
  - のぞみ・みずほを利用した場合、運賃のみの割引となる。また、寝台券・グリーン個室券・プレミアムグリーン車・グランクラス・ライナー券についても料金は割引対象外となる他、特別企画乗車券類・ゴールデンウィーク・お盆・年末年始の最繁忙期は一律割引対象外。普通列車グリーン車は割引対象だが、Suicaグリーン券システムには対応していないので窓口購入になる。
  - トワイライトエクスプレス瑞風・四季島・ななつ星・ウエストエクスプレス銀河・和・THE ROYAL EXPRESS・36+3などのツアー列車や団体列車も割引対象外。
  - 交通系ICカード全国相互利用サービスを利用するサービスは利用できない（SF利用/タッチでGo!新幹線/エクスプレス予約のEX-IC/スマートEX（e特急券は可）/新幹線eチケット（JR東日本管内は大人の休日倶楽部は可）等）、但し早割系が安い場合もある。
  - JRグループ以外の他社線に乗り入れている列車については、JR線分のみの運賃・料金が割引になる。
  - 障害者用はグリーン車も割引対象外[2]
- 駅レンタカーに割引がある（各エリアによって異なる）。
- JRホテルグループの宿泊料金の割引（施設や時期によって割引率は異なる）。
- 各社が販売している専用のパッケージツアーの提供。
- 会報誌「ジパング倶楽部」を隔月（年6回）提供、会報誌の発行がない月はデジタルコンテンツにて情報提供（特別会員を除く）。
- 学割、株主優待、レール&レンタカーなどとの併用割引は出来ない。障害者割引との併用も出来ないが、この場合は乗車券の障害者割引50%が適用される。